# استوکهام (نبراسکا)
استوکهام(به انگلیسی: Stockham) شهری در ایالت نبراسکا کشور ایالات متحده آمریکا است که جمعیت آن در سرشماری سال ۲۰۱۰ میلادی، ۴۴ نفر بوده‌است.